# J (álbum de Jaehyun)
J es el álbum de estudio debut del cantante surcoreano Jaehyun. Fue lanzado el 26 de agosto de 2024 por SM Entertainment y Kakao Entertainment, y contiene ocho canciones. El álbum marcó a Jaehyun como en cuarto miembro de NCT en hacer un debut en solitario oficial.

## Antecedentes
El 8 de agosto de 2024, SM Entertainment anunció el debut en solitario de Jaehyun a través de un video trailer titulado "The Smoky Night". Ese mismo día, el álbum estaría disponible para la preventa en varias tiendas de música online y físicas. También se anunció el prelanzamiento de dos sencillos, "Roses" y "Dandelion", que serían lanzados el 12 de agosto.

## Lanzamiento y promoción
J fue lanzado en todo el mundo el 26 de agosto de 2024, por SM y Kakao
Antes de su debut, Jaehyun cantó el sencillo de prelanzamiento "Dandelion" en el Festival de Jazz de Seúl 2024 con Lauv. El 19 de agosto de 2024, Jaehyun anunció que organizaría una fiesta de escucha titulada "Jaehyun Vol. 1" para conmemorar el lanzamiento de su primer álbum en solitario el mismo día de su debut. La fiesta se dividiría en cinco partes, de 12:00 a 18:00 (KST). Además, se presentaron tres sabores de bebidas que Jaehyun creó para combinar con el concepto del álbum. El contenido de la fiesta de escucha se publicaría el 22 de agosto a través del canal de YouTube de NCT.

## Lista de canciones
| J     |                           | |                                                              |          |  |
| N.º   | Título                    | Letras                                                                                                | Música                                                       | Duración |  |
| 1.    | «Smoke»                   | Jaehyun Wutan                                                                                         | Marcus Lomax Tatu Jorgen Odegard                             | 2:49     |  |
| 2.    | «Roses»                   | Jaehyun Taneisha Jackson Morgan Connie Smith Shakka Philip Charlotte Wilson Hyun                      | Jaehyun Bhavik Pattani Jackson Smith Philip Wilson Hyun      | 2:48     |  |
| 3.    | «Flamin' Hot Lemon»       | Jaehyun Azad Naficy Yonatan "xsdtrk" Ayal                                                             | Jaehyun Naficy Ayal                                          | 2:48     |  |
| 4.    | «Dandelion»               | Jaehyun                                                                                               | Gabe Reali Jackson Hirsh Ryan Raines                         | 2:30     |  |
| 5.    | «Completely»              | Nick Bradley                                                                                          | Bradley Jez Ashurst                                          | 3:37     |  |
| 6.    | «Easy»                    | Jaehyun Kang Eun-jeong Anthony Watts Tone Stith Delilah Contreras Tyler Holmes Brandon "B Ham" Hamlin | Watts Stith Contreras Holmes Hamlin                          | 3:14     |  |
| 7.    | «Can't Get You»           | Jaehyun                                                                                               | Antonio Dixon Patrick "J.Que" Smith Kenny 'Babyface' Edmonds | 4:11     |  |
| 8.    | «Smoke» (English version) | Lomax Tatu Odegard                                                                                    | Lomax Tatu Odegard                                           | 2:49     |  |
| 24:46 |                           | |                                                              |          |  |

## Posicionamiento en las listas

### Listas semanales
| Listas (2024)                         | Posición más alta |
| ------------------------------------- | ----------------- |
| Álbumes Japoneses (Oricon)            | 7                 |
| Álbumes Japoneses Combinados (Oricon) | 8                 |
| Japanese Hot Album (Billboard Japan)  | 7                 |
| Álbumes Surcoreanos (Circle Chart)    | 3                 |
| US Heatseekers Albums (Billboard)     | 11                |
| US Top Albums Sales (Billboard)       | 18                |
| Álbumes Físicos de Hungría (MAHASZ)   | 37                |

### Listas Mensuales
| Listas (2024)                      | Posición más alta |
| ---------------------------------- | ----------------- |
| Álbumes Japoneses (Oricon)         | 25                |
| Álbumes surcoreanos (Circle Chart) | 4                 |

### Listas de fin de año
| Listas (2024)                      | Posición |
| ---------------------------------- | -------- |
| Álbumes Surcoreanos (Circle Chart) | 68       |